# 미셸리샤르 드랄랑드

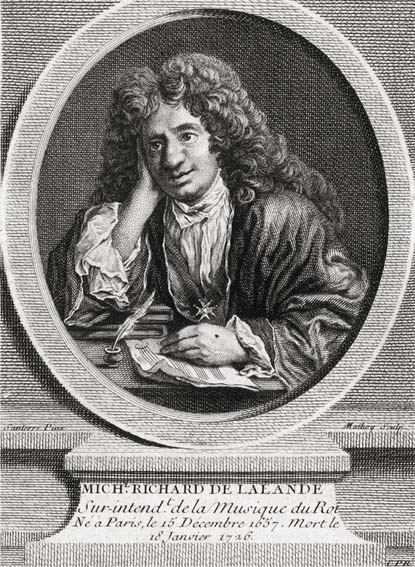
미셸 리샤르 드랄랑드

미셸-리샤르 드 랄랑드(프랑스어: Michel-Richard de Lalande, 1657년 12월 15일 ~ 1726년 6월 18일)는 프랑스의 작곡가이다. 프랑스 베르사유 악파, 특히 교회 음악 분야에서 작곡가, 오르간 주자로서 중요한 존재였다. 1683년, 왕실악장의 한 사람이 되었고, 이후 점차 루이 14세의 신임을 얻어 베르사유 궁전내의 음악에 관한 여러 중책을 맡았다. 17세기의 프랑스 교회(종교)음악을 생각할 때 앙리 듀 몽(1610-1684), 륄리, 샤르팡티에, 랄랑드, 캉프라, 니콜 베르니에(1664-1734), 쿠프랭 등의 이름을 잊을 수는 없으며 랄랑드는 특히 베르사유 교회를 위한 약 70곡의 모테토로서 큰 비중을 차지하고 있다. 한편 그는 약 20곡에 달하는 발레 음악을 비롯하여 세속적인 기악곡도 작곡하였다.